# Henric Pierroff
Henric Gustav Pierroff, född 6 oktober 1980 i Saxtorps församling, Malmöhus län, är en svensk låtskrivare. 

## Låtar
Låtar skrivna av Pierroff.
- 2019 – Loving You med John Lundvik (skriven tillsammans med Anderz Wrethov, Elize Ryd, John Lundvik och Linnea Deb).[3]

- 2022 – Dream on – Maja Jakobsson (skriven tillsammans med Emil Vaker, Maja Jakobsson och Evelina Carlsson och Jonas Thander).[4]

- 2022 – Pawn in a Game med Dario (skriven tillsammans med Karin Pierroff och Emil Vaker).[5]

### Melodifestivalen
- 2019 – Who I Am med Rebecka Karlsson (skriven tillsammans med Anderz Wrethov och Rebecka Karlsson).[6]
- 2023 – Länge leve livet med Eva Rydberg och Ewa Roos (skriven tillsammans med Kalle Rydberg och Emil Vaker).
- 2024 – Circus X med SCARLET (skriven tillsammans med Emil Behmer, Ian-Paolo Lira, Jessica Rachel Chertock, Scarlet, Simon Boustedt, Staffan Amberlind och Thirsty).